# Challenger de Medellín 2014
El Seguros Bolívar Open Medellín 2014 fue un torneo de tenis profesional jugado en canchas de tierra batida. Se disputó la 11.ª edición del torneo que formó parte del circuito ATP Challenger Tour 2014. Se llevó a cabo en Medellín, Colombia entre el 1 y el 7 de septiembre de 2014.

## Jugadores participantes del cuadro de individuales

### Cabezas de serie
| País                      | Jugador            | Rank1 | Favorito |
| ------------------------- | ------------------ | ----- | -------- |
| Bandera de Colombia       | Alejandro González | 100   | 1        |
| Bandera de Argentina      | Facundo Bagnis     | 109   | 2        |
| Bandera de Brasil         | João Souza         | 113   | 3        |
| Bandera de Argentina      | Guido Pella        | 155   | 4        |
| Bandera de Estados Unidos | Wayne Odesnik      | 176   | 5        |
| Bandera de Brasil         | Guilherme Clezar   | 190   | 6        |
| Bandera de Chile          | Gonzalo Lama       | 198   | 7        |
| Bandera de Estados Unidos | Austin Krajicek    | 202   | 8        |

- 1 Se ha tomado en cuenta el ranking del 25 de agosto de 2014.

### Otros participantes
Los siguientes jugadores recibieron una invitación (wild card), por lo tanto ingresan directamente al cuadro principal (WC):
- David Konstantinov
- Carlos Salamanca
- Juan Carlos Spir
- Michael Quintero

Los siguientes jugadores ingresan al cuadro principal tras disputar el cuadro clasificatorio (Q):
- Bruno Sant'anna
- Fabiano de Paula
- Marcelo Arévalo
- Dennis Novikov

## Campeones

### Individual Masculino
- Austin Krajicek derrotó en la final a  João Souza 7–5, 6–3

### Dobles Masculino
- Austin Krajicek /  César Ramírez derrotaron en la final a  Roberto Maytín /  Andrés Molteni 6–3, 7–5